# Ined
Ined fou un faraó, possiblement el 35è, de la dinastia XIII d'Egipte. El seu nom nestu biti fou Mersekhemre. El seu nom Sa Ra fou Ined. El Papir de Torí diu que va regnar durant tres anys, entre un i quatre mesos i un dia.